# Janela ajoelhada

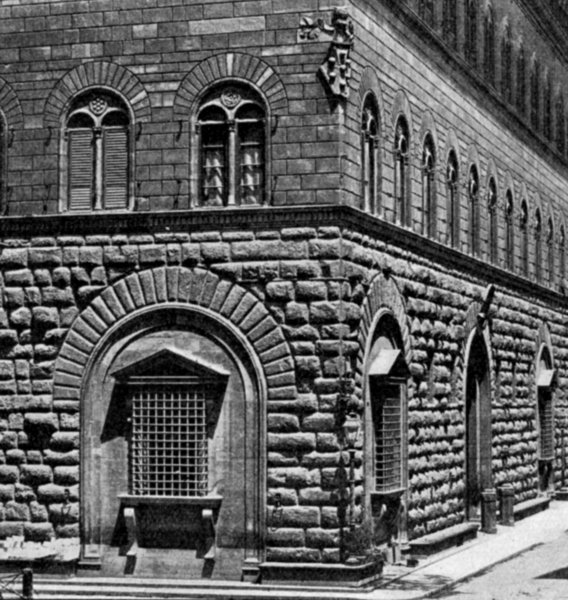
Janela ajoelhada do palácio Medici-Riccardi (Florença).

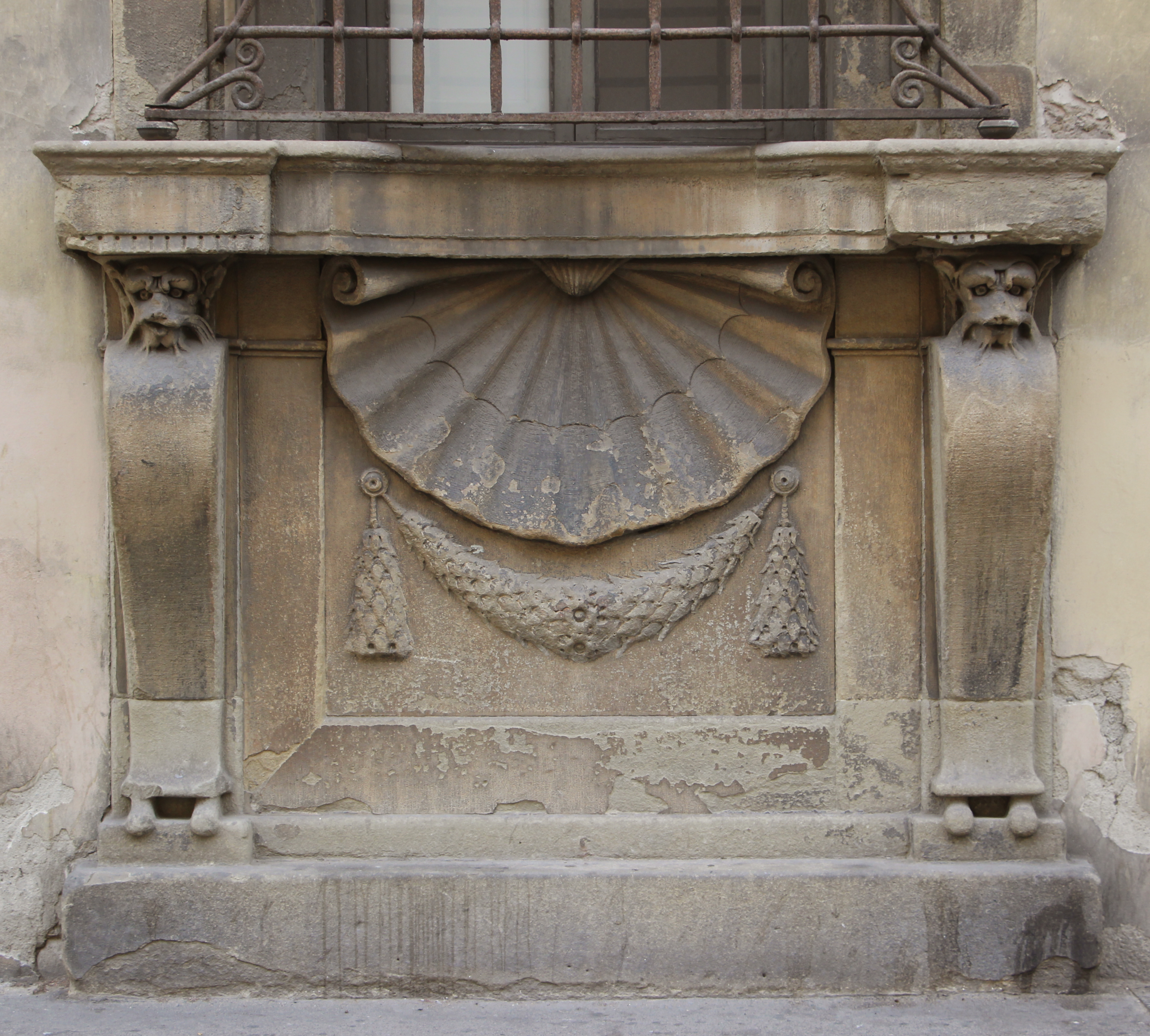
Tablete e batentes de uma janela do Casino Mediceo di San Marco.

Janela ajoelhada (it: Finestre inginocchiate), designa janela dotada de uma grade que se curva na parte inferior e sobressai para o exterior, de modo a permitir olhar para fora apoiando os braços no peitoril, muito avançado no exterior e maioritariamente suportada por cachorros em forma de voluta, também como adj.: grade ajoelhada.